# Tiraz

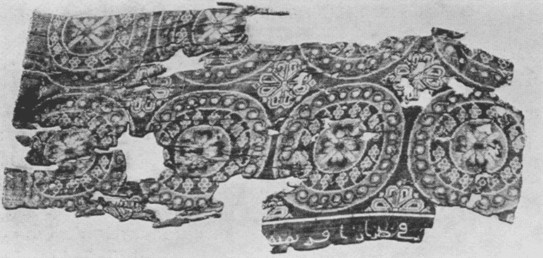
Lacerto tessile di età omayyade, proveniente dal ṭirāz di Ifrīqiya (presumibilmente Qayrawān), conservato nella "The Whitworth Art Gallery" di Manchester (Regno Unito).

Il ṭirāz (in arabo ﻃﺮﺍﺯ‎?), il cui nome deriva dal persiano tarāz, "ornamento" o "abbellimento", o forse dal greco ergasterion, era un laboratorio direttamente dipendente e controllato dal califfo o dai suoi incaricati più fidati, dove venivano prodotti beni di lusso di cui si intendeva accuratamente mantenere il segreto di fabbricazione.
La tradizione islamica indica il secondo califfo "ortodosso" ʿUmar ibn al-Khaṭṭāb come suo primo realizzatore.
In esso si produssero con l'andar del tempo beni di altissima utilità marginale, come tessuti di gran lusso (utili a creare indumenti, detti khilʿat, destinati ai più alti funzionari, o a fungere come doni di Stato), tappeti, carta e altri generi ancora di speciale finezza.
Inizialmente collocato nella capitale califfato, altri ṭirāz furono poi costruiti nelle capitali delle Province (wilāyāt) e delle più importanti dinastie islamiche, autonome o rivali, come Il Cairo, Cordova o Palermo.